# الهام (آلبوم)
الهام (به ایتالیایی: Inspirato) یک آلبوم استودیویی از یانی است که در سال ۲۰۱۴ میلادی منتشر شده است. این آلبوم شامل آهنگ‌هایی با صدای خوانندگان مختلف است که در آلبوم‌های قبلی وی منتشر شده است.

## فهرست آهنگ‌ها[۱]
1. (I genitori (To Take To Hold
2. (Come un sospiro (Almost A Whisper
3. (Ode alla Grecia (End Of August
4. (L'ombra dell'angelo (Nice To Meet You
5. (Amare di nuovo (Adagio in C Minor
6. (Hasta el último momento (Until The Last Moment
7. (Il primo tocco (First Touch
8. (Incanto (Enchantment
9. (Riconoscimento (Tribute
10. (Usignolo (Nightingale
11. (La prima luce (In The Morning Light
12. (Ode à l'humanité (Ode To Humanity
13. (Nello specchio (In The Mirror
14. (Incanto (Enchantment

## خوانندگان و همکاران
خوانندگان آلبوم 

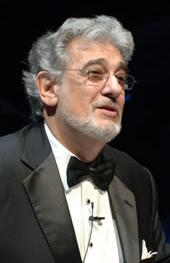
پلاسیدو دومینگو
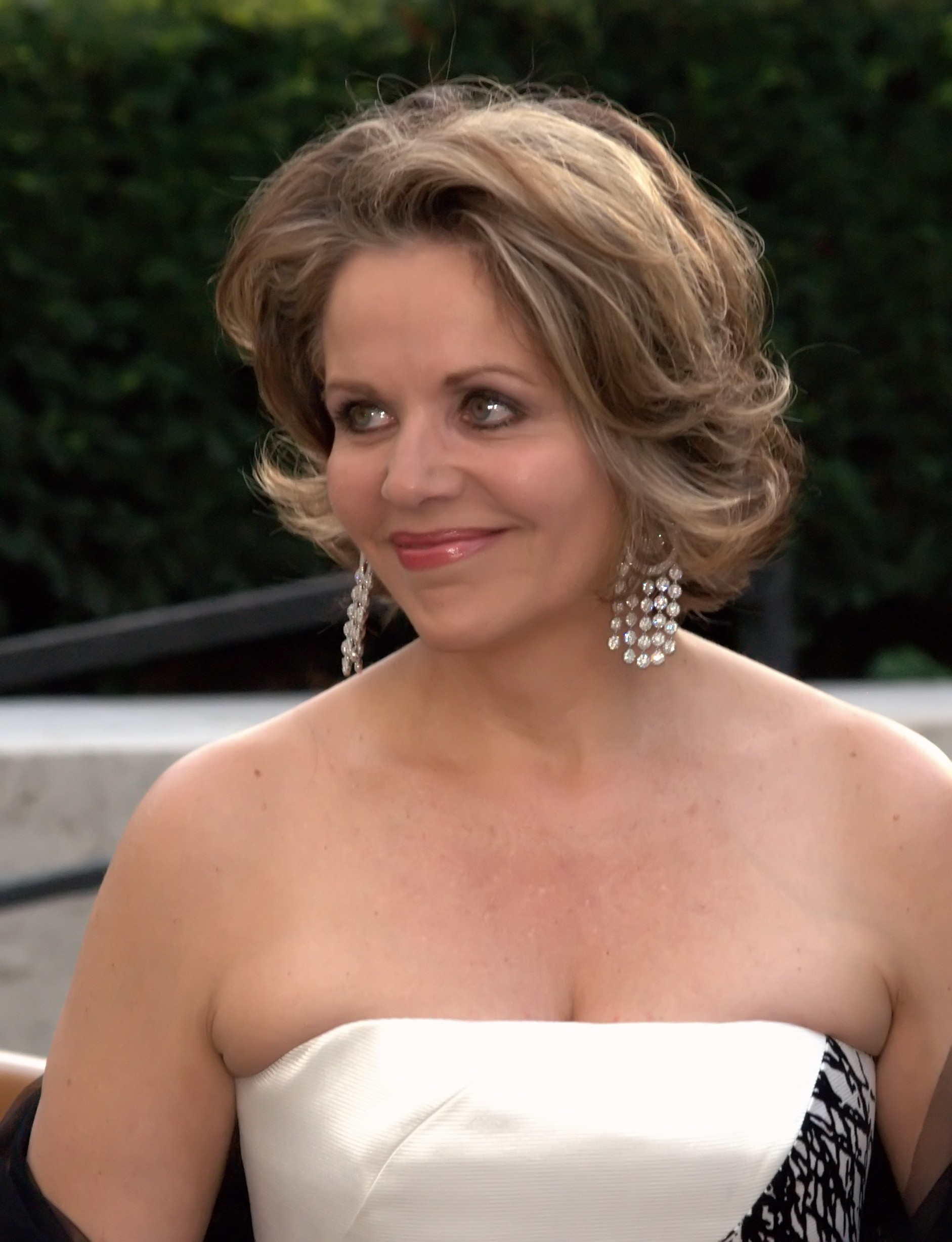
رنه فلمینگ
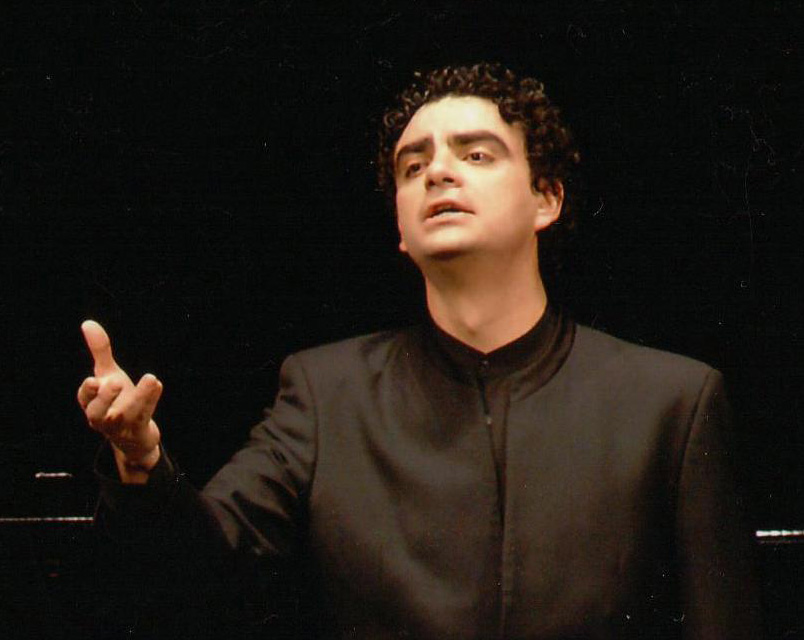
رولاندو ویلازون
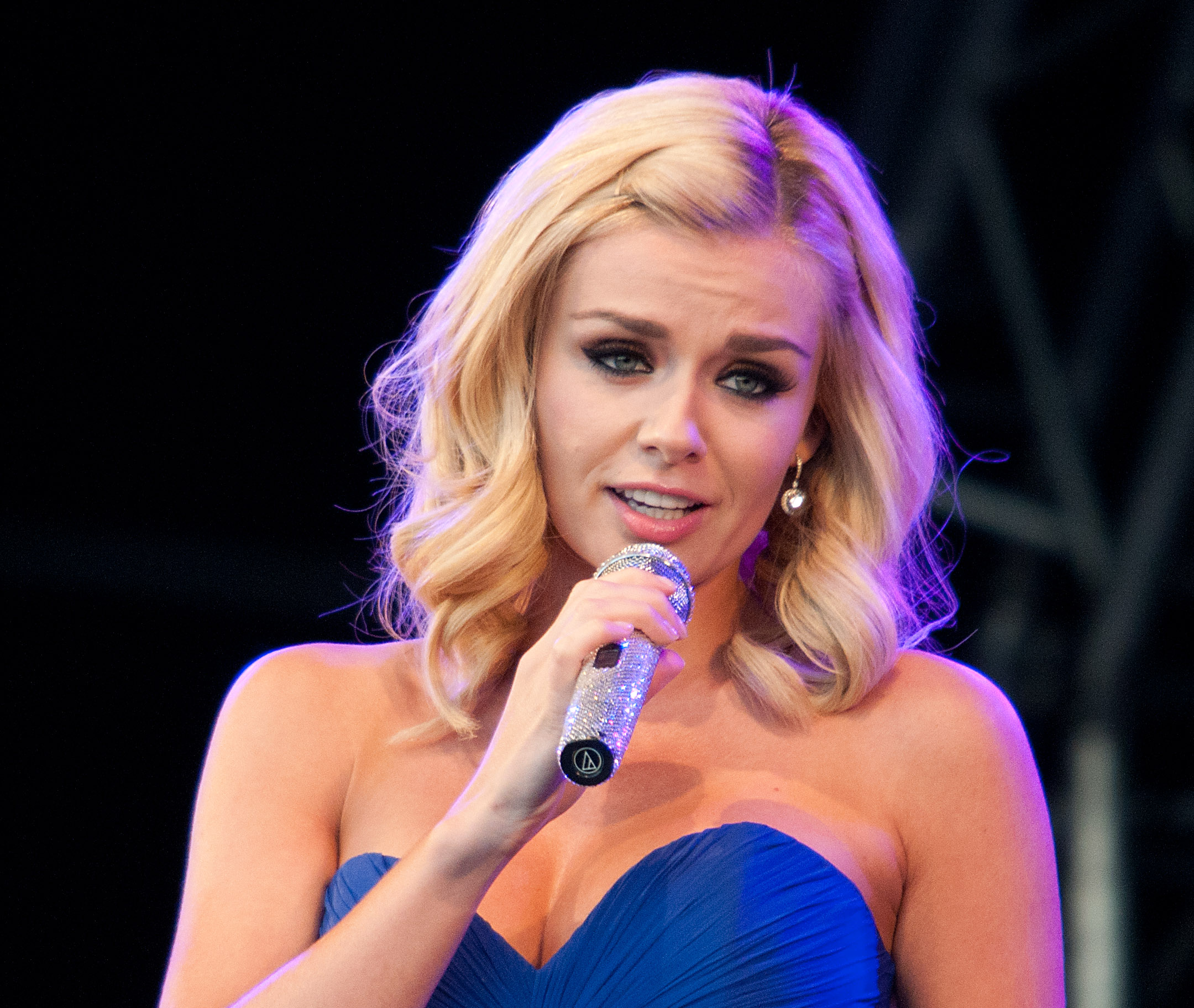
کاترین جنکینز
ویتوریو گریگولو ویتوریو گریگولو
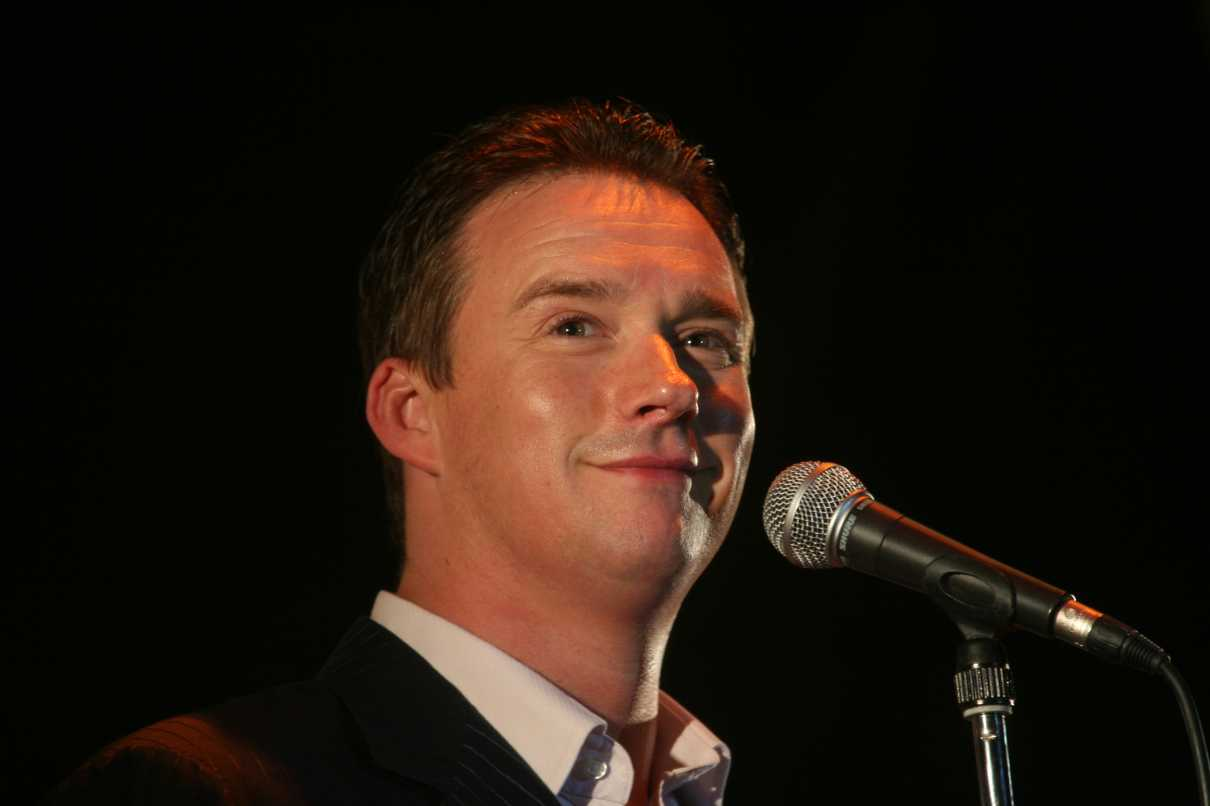
راسل واتسون
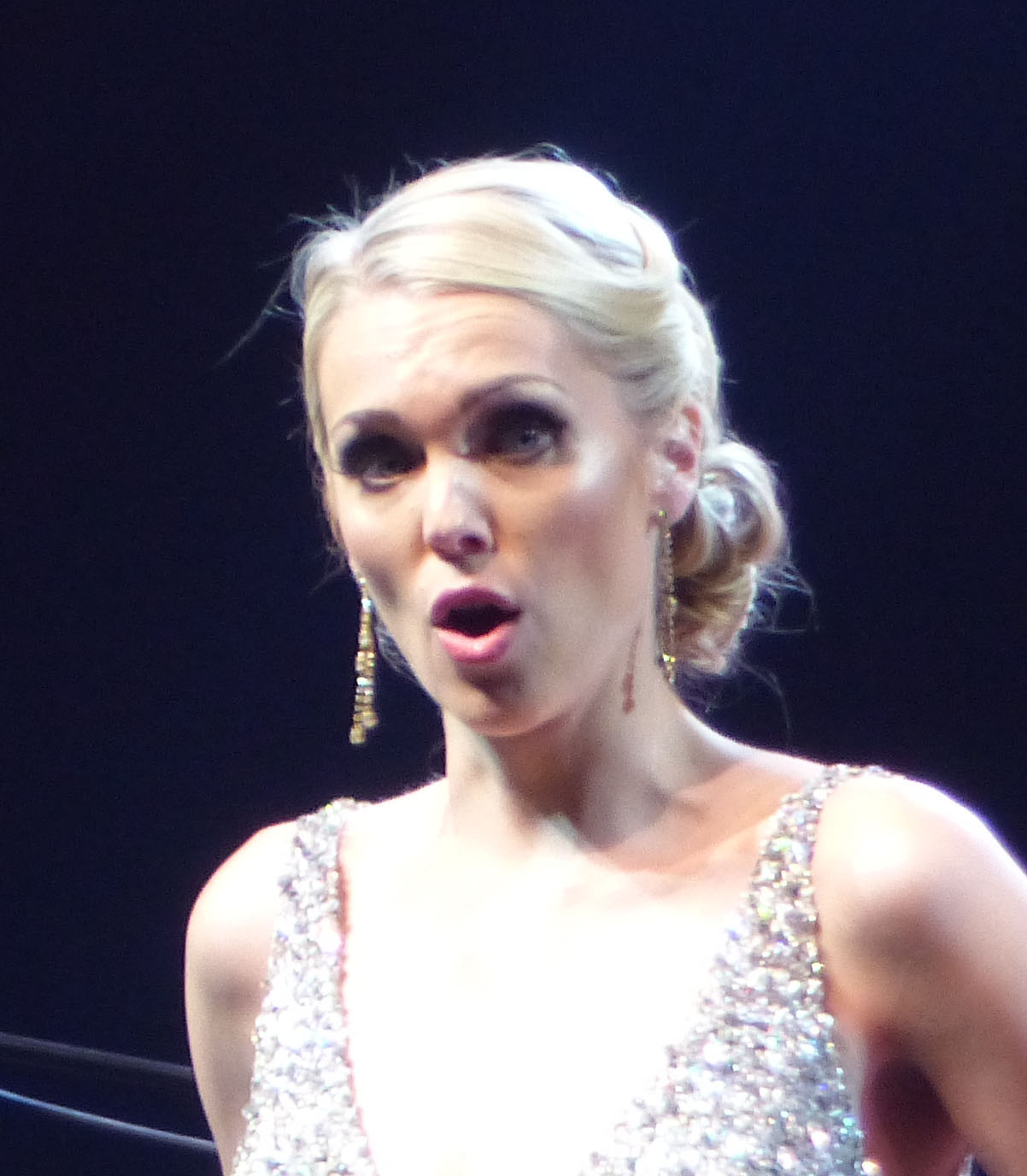
Micaëla Oeste
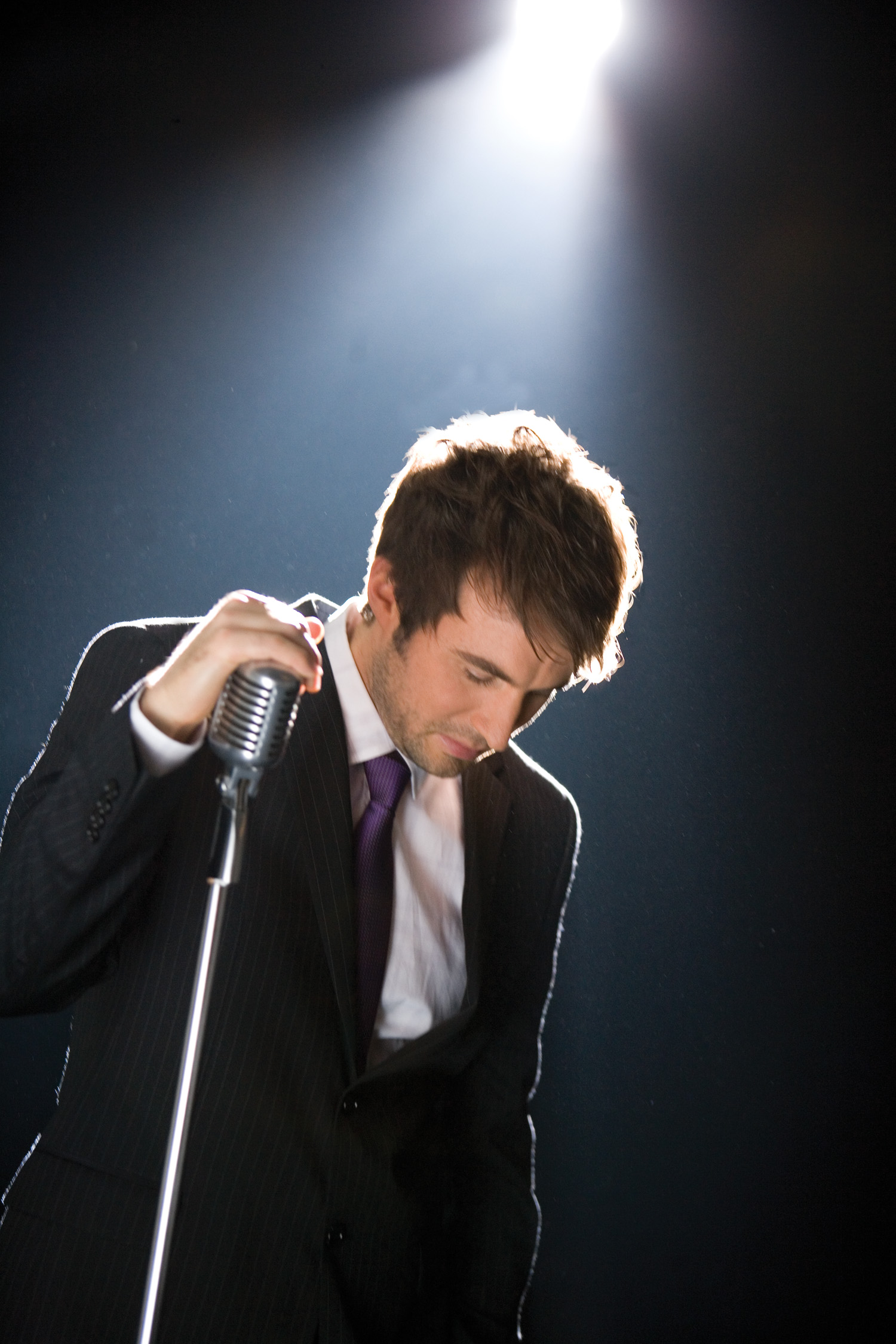
ناتان پاچکو
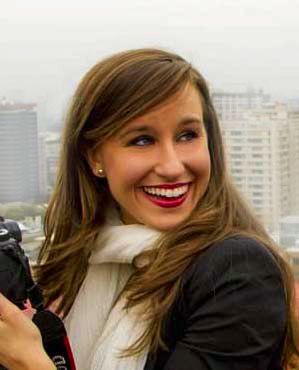
لاورن یلنکوویچ
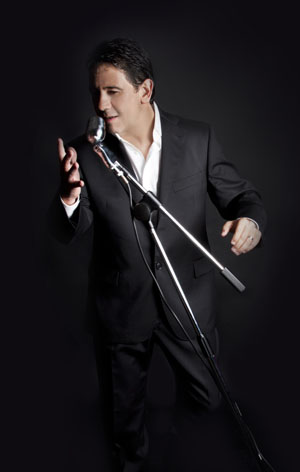
Plácido Domingo jr
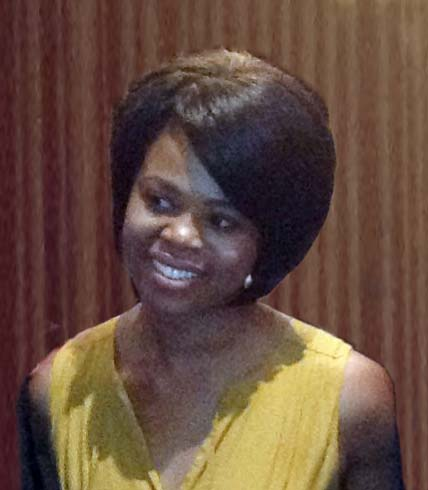
پریتی ینده